# Stazione di Caprareccia
La stazione di Caprareccia era una stazione ferroviaria posta lungo la ex linea ferroviaria a scartamento ridotto Spoleto-Norcia, in un'area montana nel territorio comunale di Spoleto. La denominazione dello scalo ricalca quella di una delle gallerie più caratteristiche della tratta ferroviaria.

## Storia
La stazione fu inaugurata insieme alla linea il 1º novembre 1926 e rimase attiva fino al 31 luglio 1968.

## Strutture e impianti
La stazione era dotata di un fabbricato viaggiatori e due binari. Il sedime dei binari è stato riattato a una pista ciclabile.